# Mark Paston
Mark Nelson Paston (Hastings, 13 december 1976) is een Nieuw-Zeelandse voormalige voetbalkeeper die onder andere gespeeld heeft voor het Engelse Bradford City en de Wellington Phoenix in de A-League tot 2013. Daarnaast kwam hij 36 keer uit voor het nationale elftal van Nieuw-Zeeland.

## Clubcarrière

### Napier City Rovers
Paston tekende in 1997 zijn eerste contract bij de Napier City Rovers, en speelde hiervoor gedurende 6 jaar in totaal 135 wedstrijden. Met de club werd Paston driemaal de Nieuw-Zeelandse landskampioen (eenmaal de New Zealand National Soccer League en tweemaal de Chatham Cup).

### Engels en Schots avontuur
In 2003 werd bekend dat Paston een contract getekend had bij het Engelse Bradford City, dat in dat jaar uitkwam in de Championship. Na een seizoen waarin hij als reservedoelman slechts 13 keer in actie kwam, verhuisde Paston in 2004 naar competitiegenoot Walsall. Ook hier kon hij geen indruk maken en kwam hij tot 9 wedstrijden. Na een teleurstellend seizoen maakte hij aan het einde van seizoen 2004-05 de overstap naar de Schotse tweede divisie, om hier voor St. Johnstone te spelen. Ook hier kreeg hij nauwelijks speeltijd, waarop Paston besloot om terug naar Nieuw-Zeeland te gaan.

### New Zealand Knights
In het seizoen 2006-07 sloot Paston zich aan bij de New Zealand Knights, waar hij als wisselspeler 10 keer in actie kwam in de A-League. Na het seizoen, waarin de Knights als laatste eindigden, werd bekend dat de enige professionele voetbalclub in Nieuw-Zeeland werd opgedoekt.

### Wellington Phoenix
Na de opheffing van de New Zealand Knights kreeg Paston een contract aangeboden bij haar opvolger in de Australische A-League, de Wellington Phoenix. Paston maakte zijn debuut voor de Phoenix tegen Adelaide United, waar het team met 4-1 van verloor. In het begin was Paston vaak de tweede keus achter Glen Moss, maar toen Moss naar Melbourne Victory vertrok, werd Paston de eerste keeper van Phoenix.
Paston tekende een nieuw eenjarig contract aan het begin van 2009, waardoor hij bij Phoenix bleef tot het einde van het seizoen 2009/2010. Paston speelde een grote rol in de ongeslagen thuisreeks van Phoenix in de A-League door meerdere clean sheets te houden. Op 10 december 2009 liep Paston op een training een scheenbeenbreuk op die hem de rest van het seizoen aan de kant hield.
Op 19 januari 2010 tekende Paston samen met teamgenoten Reece Crowther en Troy Hearfield contractverlengingen bij de Phoenix. In een herhaling van de geschiedenis liep Paston op 11 december 2010 opnieuw een rechterscheenbeenbreuk op na een botsing met een speler van Gold Coast United, waardoor hij voor de tweede helft van het seizoen 2010-11 weer aan de kant moest staan.
Op 31 maart 2013 kondigde Mark Paston zijn voetbalpensioen na de laatste reguliere seizoenswedstrijd van de Wellington Phoenix in het seizoen 2012-13 tegen Melbourne Victory.

## Interlandcarrière
Paston, die reeds speelde voor nationale elftal van Nieuw-Zeeland onder 23, maakte op 20-jarige leeftijd zijn debuut bij de All Whites in een 5-0 nederlaag tegen Indonesië op 21 september 1997. Vervolgens duurde het tot 2003 voor hij opnieuw in een interland in actie zou komen, omdat verschillende andere keepers de voorkeur kregen boven hem. Sinds zijn terugkeer bij het nationale elftal in 2003 streed Paston met zijn voormalige ploeggenoot Glen Moss om de keeperspositie bij Nieuw-Zeeland. Sinds 2003 heeft Nieuw-Zeeland 59 interlandwedstrijden gespeeld, en Paston (35) en Moss (21) speelden in 56  van deze wedstrijden.
In 2009 zat Paston bij de voorselectie van Nieuw-Zeeland dat deel zou nemen aan de Confederations Cup in Zuid-Afrika. Hoewel hij op dit toernooi tweede keus was achter Moss in de drie groepswedstrijden, kreeg Paston vervolgens zijn kans onder de lat toen Moss geschorst werd voor internationale wedstrijden vanwege ongepast gedrag. Paston speelde vervolgens beide play-off wedstrijden voor het WK 2010 tegen Bahrein, waarin hij in de return Man of the Match werd door een penalty van Sayed Mohamed Adnan te stoppen. Hierdoor wist Nieuw-Zeeland met 1-0 te winnen in Wellington, en kwalificeerde ze zich voor de tweede keer in hun geschiedenis voor het WK.
Paston's eerste scheenbeekbreuk in 2009 dreigde zijn WK-kansen te schaden, maar de keeper herstelde goed en werd op 10 mei 2010 opgenomen in de definitieve 23-koppige selectie van Nieuw-Zeeland om deel te nemen aan het WK. Doordat de schorsing van Moss doorliep tot in de eerste twee wedstrijden van het WK, speelde Paston alle groepswedstrijden van Nieuw-Zeeland. Op 15 juni 2010 begon Paston in het 1-1 gelijkspel tegen Slowakije, en speelde hij een belangrijke rol om Nieuw-Zeeland aan hun allereerste WK-punt te helpen. Vijf dagen later zorgde hij er met een aantal acrobatische reddingen voor dat de All Whites ook met 1-1 gelijkspeelden tegen regerend kampioen Italië. Door zijn goede vorm begon hij op 24 juni ook als basisspeler aan de laatste groepswedstrijd tegen Paraguay, maar ondanks nog enkele uitstekende reddingen en een clean sheet in een 0-0 gelijkspel, werden de All Whites derde in groep F achter Paraguay en Slowakije.
Na zijn afscheid van Wellington Phoenix aan het einde van 2013, maakte Paston ook bekend dat hij zou stoppen als international voor Nieuw-Zeeland. In totaal speelde hij 36 interlands voor de All Whites.